# Système Bergvall
En sport, le système Bergvall, nommé d'après le joueur de water-polo, président de l'Association suédoise de natation et journaliste Erik Bergvall, est un système utilisable dans un tournoi à élimination directe. Dans sa première phase, le tournoi se déroule de manière classique et le tableau donne ainsi accès à la victoire finale. Une fois le vainqueur connu, toutes les équipes ayant perdu contre ce vainqueur s'affrontent dans un tableau secondaire dont le vainqueur en finale obtient la deuxième place de la compétition. Enfin, les équipes ayant perdu contre le vainqueur ou le deuxième s'affrontent dans un tableau tertiaire pour se disputer la troisième place.

## Historique
Le système Bergvall est créé pour assurer une distribution équitable des médailles et notamment donner une seconde chance à la deuxième meilleure équipe du tournoi qui aurait été éliminée prématurément (premiers tours) par le futur vainqueur. Ce système est utilisé pour les tournois olympiques de water-polo de 1912 à 1928. Il est également utilisé pour les tournois de football, tir à la corde et hockey sur glace des Jeux olympiques de 1920, avec différentes variantes.

## Exemple

### Tournoi pour la médaille d'or
|  | Premier tour    | Premier tour    | Premier tour |  |  | Demi-finales    | Demi-finales    | Demi-finales |   |                 | Finale          | Finale | Finale |
|  |                 |                 |              |  |  |                 |                 |              |   |                 |                 |        |        |
|  | Grande-Bretagne | Grande-Bretagne | 2            |  |  |                 |                 |              |   |                 |                 |        |        |
|  | États-Unis      | États-Unis      | 0            |  |  | Grande-Bretagne | Grande-Bretagne | 2            |   |                 |                 |        |        |
|  |                 |                 |              |  |  | Belgique        | Belgique        | 0            |   |                 |                 |        |        |
|  |                 |                 |              |  |  |                 |                 |              |   | Grande-Bretagne | Grande-Bretagne | 2      |        |
|  |                 |                 |              |  |  |                 | Pays-Bas        | Pays-Bas     | 0 |                 |                 |        |        |
|  |                 |                 |              |  |  | Pays-Bas        | Pays-Bas        | 2            |   |                 |                 |        |        |
|  |                 |                 |              |  |  | Italie          | Italie          | 0            |   |                 |                 |        |        |
|  |                 |                 |              |  |  |                 |                 |              |   |                 |                 |        |        |
|  |                 |                 |              |  |  |                 |                 |              |   |                 |                 |        |        |
|  |                 |                 |              |  |  |                 |                 |              |   |                 |                 |        |        |

### Tournoi pour la médaille d'argent
|  | Premier tour | Premier tour | Premier tour |  |  | Finale   | Finale   | Finale |
|  |              |              |              |  |  |          |          |        |
|  | Belgique     | Belgique     | 2            |  |  |          |          |        |
|  | États-Unis   | États-Unis   | 0            |  |  | Belgique | Belgique | 0      |
|  |              |              |              |  |  | Pays-Bas | Pays-Bas | 2      |
|  |              |              |              |  |  |          |          |        |
|  |              |              |              |  |  |          |          |        |
|  |              |              |              |  |  |          |          |        |
|  |              |              |              |  |  |          |          |        |

### Tournoi pour la médaille de bronze
|  | Premier tour | Premier tour | Premier tour |  |  | Finale     | Finale     | Finale |
|  |              |              |              |  |  |            |            |        |
|  | États-Unis   | États-Unis   | 2            |  |  |            |            |        |
|  | Italie       | Italie       | 0            |  |  | États-Unis | États-Unis | 0      |
|  |              |              |              |  |  | Belgique   | Belgique   | 2      |
|  |              |              |              |  |  |            |            |        |
|  |              |              |              |  |  |            |            |        |
|  |              |              |              |  |  |            |            |        |
|  |              |              |              |  |  |            |            |        |